# Maurides
Maurides (Colômbia, 1994. március 10. –) brazil labdarúgó, a lengyel Radomiak csatára.

## Pályafutása
Maurides a brazíliai Colômbia községben született. Az ifjúsági pályafutását az América-SP csapatában kezdte, majd 2009-ben az Internacional akadémiájánál folytatta.
2012-ben mutatkozott be az Internacional első osztályban szereplő felnőtt csapatában. 2015 és 2016 között az Atlético GO és a Figueirense, illetve a portugál Arouca klubjánál szerepelt kölcsönben. 2017-ben a Belenenseshez igazolt. Először a 2017. február 19-ei, Vitória ellen 1–1-es döntetlennel zárult mérkőzés 80. percében, Tiago Caeiro cseréjeként lépett pályára. 2017. február 27-én, az Arouca ellen 2–1-re megnyert találkozón két gólt is szerzett. 2018-ban a bolgár CSZKA Szofija szerződtette. 2018. július 22-én, a Lokomotiv Plovdiv ellen 2–0-ás győzelemmel zárult bajnokin debütált és egyben megszerezte első gólját a klub színeiben. 2019-ben a kínai Csangcsun Jataj, majd 2020-ban a dél-koreai Anyang csapatához csatlakozott.
2021. július 24-én hároméves szerződést kötött a lengyel első osztályban érdekelt Radomiak együttesével. Először a 2021. augusztus 9-ei, Wisła Płock ellen 1–0-ra elvesztett mérkőzés 68. percében, Karol Angielskit váltva lépett pályára. Első két gólját 2021. szeptember 29-én, a Raków Częstochowa ellen 2–2-es döntetlennel zárult találkozón szerezte meg. 2023. január 1-jén a német St. Paulihoz igazolt.
2025. január 18-án Debreceni VSC labdarúgócsapata kölcsönben szerződtette Maurides Roque Juniort. 2025. június 18-án a klub hivatalos felületein közölte, hogy 8 játékos távozik, köztük a brazil csatár is.
2025. július 15-én bejelentették, hogy visszatér a Radomiak csapatához.

## Statisztikák
2023. március 3. szerint
| Klub                       | Szezon   | Osztály               | Bajnokság | Bajnokság | Kupa és Ligakupa | Kupa és Ligakupa | Nemzetközi | Nemzetközi | Összesen | Összesen |
| Klub                       | Szezon   | Osztály               | Meccs     | Gól       | Meccs            | Gól              | Meccs      | Gól        | Meccs    | Gól      |
| -------------------------- | -------- | --------------------- | --------- | --------- | ---------------- | ---------------- | ---------- | ---------- | -------- | -------- |
| Internacional              | 2012     | Campeonato Brasileiro | 7         | 0         | 0                | 0                | —          | —          | 7        | 0        |
| Internacional              | 2013     | Campeonato Brasileiro | 0         | 0         | 1                | 1                | —          | —          | 1        | 1        |
| Internacional              | 2014     | Campeonato Brasileiro | 1         | 0         | 0                | 0                | —          | —          | 1        | 0        |
| Internacional              | Összesen | Összesen              | 8         | 0         | 1                | 1                | 0          | 0          | 9        | 1        |
| Arouca (kölcsönben)        | 2015–16  | Primeira Liga         | 32        | 5         | 2                | 1                | —          | —          | 34       | 6        |
| Figueirense (kölcsönben)   | 2016     | Campeonato Brasileiro | 6         | 0         | 0                | 0                | —          | —          | 6        | 0        |
| Belenenses                 | 2016–17  | Primeira Liga         | 12        | 6         | 0                | 0                | —          | —          | 12       | 6        |
| Belenenses                 | 2017–18  | Primeira Liga         | 33        | 8         | 3                | 1                | —          | —          | 36       | 9        |
| Belenenses                 | Összesen | Összesen              | 45        | 14        | 3                | 1                | 0          | 0          | 48       | 15       |
| CSZKA Szofija              | 2018–19  | Parva Liga            | 21        | 9         | 0                | 0                | 4          | 4          | 25       | 13       |
| Csangcsun Jataj            | 2019     | Jia League            | 13        | 2         | 1                | 1                | —          | —          | 14       | 3        |
| Anyang                     | 2020     | K League 2            | 10        | 3         | 0                | 0                | —          | —          | 10       | 3        |
| Radomiak                   | 2021–22  | Ekstraklasa           | 31        | 5         | 1                | 0                | —          | —          | 32       | 5        |
| Radomiak                   | 2022–23  | Ekstraklasa           | 16        | 4         | 2                | 1                | —          | —          | 18       | 5        |
| Radomiak                   | Összesen | Összesen              | 47        | 9         | 3                | 1                | 0          | 0          | 50       | 10       |
| St. Pauli                  | 2022–23  | 2. Bundesliga         | 7         | 0         | 0                | 0                | —          | —          | 7        | 0        |
| St. Pauli                  | 2023–24  | 2. Bundesliga         | 7         | 0         | 2                | 0                | —          | —          | 9        | 0        |
| St. Pauli                  | 2024–25  | 2. Bundesliga         | 1         | 0         | 0                | 0                | —          | —          | 1        | 0        |
| St. Pauli                  | Összesen | Összesen              | 15        | 0         | 2                | 0                | 0          | 0          | 17       | 0        |
| Debreceni VSC (kölcsönben) | 2024–25  | NB I                  | 16        | 5         | —                | —                | —          | —          | 16       | 5        |
| Összesen                   | Összesen | Összesen              | 201       | 46        | 12               | 5                | 4          | 4          | 228      | 54       |

## Sikerei, díjai
St. Pauli
- 2. Bundesliga: 2023–24